# Dunama angulinea
Dunama angulinea (лат.) — вид бабочек-хохлаток (Nystaleinae) из семейства Notodontidae. Центральная Америка: Коста-Рика, Limon Province. Длина передних крыльев самцов 11—12 мм. Дорсальный цвет передних крыльев представляет собой смесь серо-коричневых, красновато-коричневых и бежевых чешуек. Жилки выстланы серым, особенно дистально. Анальная складка и кубитус красновато-коричневые, а орбикулярное пятно рассеянное красновато-коричневое. Рениформное пятно маленькое и красновато-коричневое. Вентральные поверхности обоих крыльев серо-коричневые. Верх заднего крыла грязно-серо-коричневый, но светлее у основания. Гусеницы питаются, в том числе, на бананах. Типовой вид рода Dunama.
От близких видов отличается следующими признаками: стернум 8 (St8) широкий, короткий, передний край простой, задний край несет пару маленьких, широко разделенных отростков. Фаллос тонкий базально, шире медиально, с парой коротких, зубчатых выступов на каждом крае, дистальная часть с парой противоположных, краевых, не зазубренных выступов, длиннее передних. Везика короткая, несклеротизованная. Единственная пара терминальных, широко разделенных отростков стернума 8 и трехчастная дистальная структура фаллоса отличает Dunama angulinea от известных сородичей.